# Kriminell karriär
Kriminell karriär eller brottskarriär är benämningen på en "professionalisering" av en individuell kriminell verksamhet som varar över tid. Den brottsliga karriären kan vara i allt från några aktiva år i ungdomen till ett liv som kriminell. Det är en situation präglad av kontinuitet och individualitet oavsett varaktighetslängd och grad av professionalism. 

## Fyra stadier
Brottskarriären kan delas in i fyra faser: förkriminell, tidig kriminell, avancerad kriminell och utbränd.
Den första fasen inträder vanligtvis under barn- och ungdomsåren. Under denna tid är drivkraften ofta en önskan att förnimma spänning och nya impulser, med få inslag av vad man skulle kunna kalla nyttoorienterad brottslighet.
Den andra fasen börjar i slutet av tonåren och pågår i drygt tio år. Flertalet förkriminella kommer aldrig att uppgå i denna kategori utan faller istället ur sin kriminella bana, men de som är kvar begår grövre och allt fler brott. Brottens karaktär får samtidigt en förskjutning från att vara drivna av spänningssökande, till att vara mer nyttoorienterade. Mot slutet av andra stadiet avslutar flertalet sin brottsliga karriär, antingen frivilligt eller på grund av skador och dödlighet.
Den tredje fasen inträder vid 30-årsåldern och pågår även den i drygt 10 år. Bland brottslingar i denna kategori är det få som frivilligt överger sin kriminella karriär, bland annat på grund av att brottsligheten kommit att bli en del av de kriminellas identitet och vardag. Ett vanligt avslut är dödsfall.
Den fjärde fasen infaller efter 40-årsåldern och åtföljs av trötthet, rädsla inför döden och bristande framtidstro inför vare sig ett liv i fortsatt kriminalitet eller ett liv utan brott. Personer i denna kategori begår oftast småbrott som häleri, småstölder och bedrägerier.

### Notförteckning
1. 1 2 3 4 5  Bergström, Gunnar (2010). Kriminalitet som livsstil. Studentlitteratur. ISBN 91-88872-56-4

### Källförteckning
- Sarnecki, Jerzy (2009). Introduktion till kriminologi (2). Lund: Studentlitteratur. Libris 11459715. ISBN 978-91-44-04858-1